# Каплиця трьох святителів
Капли́ця Трьох Святи́телів — частина комплексу Успенської церкви у Львові, пам'ятка архітектури.

## Історія
У архітектурі каплиці переплелися традиції народної та ренесансної архітектури. Каплиця була побудована архітектором Андрієм Підлісним у 1578—1591 роках на кошти львівського купця Костянтина Корнякта. Будівля з одного боку примикає до північної стіни Успенської церкви, довгою стороною — до вежі Корнякта. Після пожежі 1671 року була знову відбудована. У 1846—1847 роках каплицю реставрували, тоді вона була сполучена з церквою проходом. Нині вхід в Успенську церкву з вулиці зачинений, можна увійти лише через каплицю Трьох Святителів.

## Опис
Будівля каплиці — невелика, прямокутна в плані, без колон та стовпів, завершується 3-ма банями на тісно встановлених гранчастих барабанах, які увінчуються ренесансними ліхтариками. Пілястри ділять фасад на 3 частини, у центрі знаходиться кам'яний різьблений портал — один з найкращих зразків архітектурної пластики XVI–XVII століть. У інтер'єрі гладкі білі стіни контрастують з ліпленням XVII століття на мальовничому тлі, що імітує мозаїку, яка покриває внутрішню поверхню куполів.

## Світлини

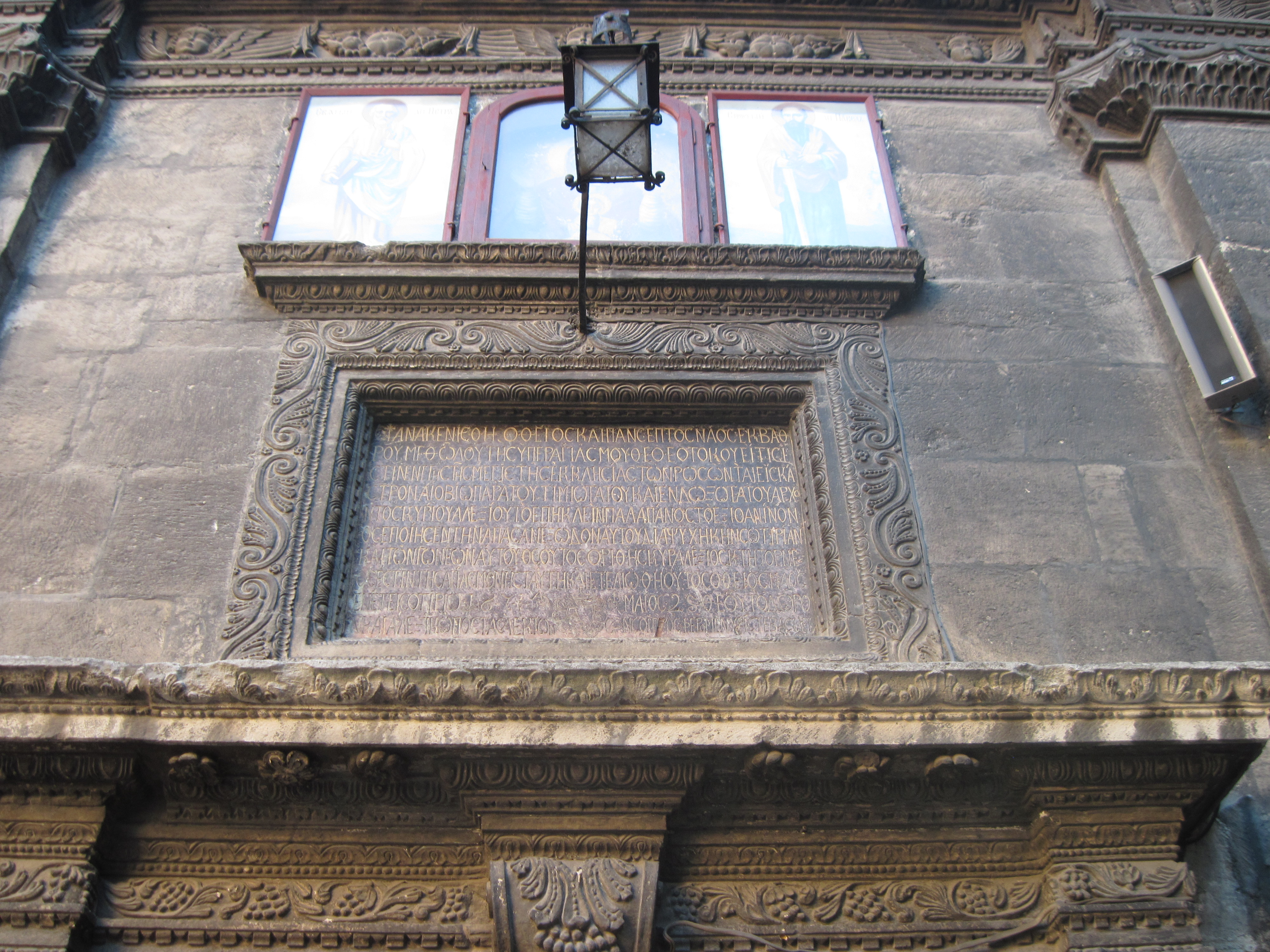
Таблиця над входом до каплиці (осінь 2014)
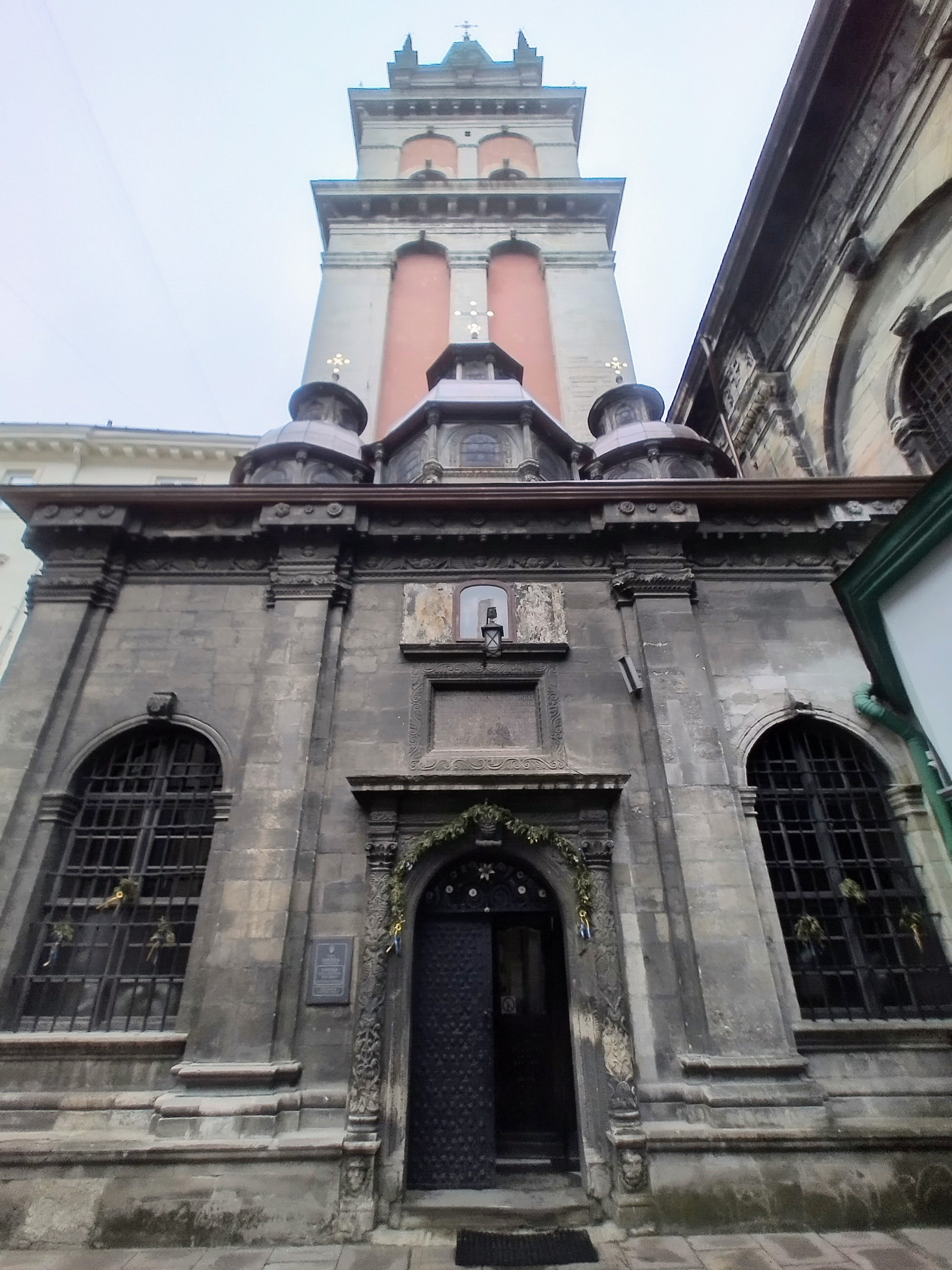
Головний фасад каплиці на фоні вежі Корнякта